# Mehrscheiben-Isolierglas
Mehrscheiben-Isolierglas (MIG), auch als Wärmedämmverglasung oder Isolierverglasung bezeichnet, ist ein aus mindestens zwei Glasscheiben zusammengesetztes Bauelement für Fenster und andere Verglasungen. Zwischen den Scheiben befindet sich ein Hohlraum, der gas- und feuchtigkeitsdicht verschlossen ist und der Schall- und Wärmedämmung dient. Vorläufer waren die Doppelverglasung ohne Luftabschluss, das Verbundfenster und die doppelte Einzelverglasung beim Kasten- oder beim Winterfenster.

Beispielhafter Aufbau eines 2-Scheiben-Wärmedämmglases (gestrichelt: 3-Scheiben-Wärmedämmglas). Die Butyldichtung des Abstandhalters wird auch als 1. Dichtstufe und die äußere Polysulfid-Dichtung als 2. Dichtstufe bezeichnet.
Die Sonnenschutzbeschichtung auf der Innenseite der äußeren Glasscheibe reflektiert die Infrarotstrahlung und reduziert die sommerliche Aufheizung des Gebäudes.
Eine (hier nicht dargestellte) Low-E-Beschichtung auf der Außenseite der inneren Scheibe reflektiert die Wärmestrahlung zurück in den Raum und verbessert den Dämmwert der Verglasung deutlich.

Isolierglas wird als Wärmeschutzglas bzw. Wärmeschutzverglasung, seltener Wärmedämmglas bezeichnet, wenn eine Beschichtung einer der Scheiben vorliegt, die den Durchgang der Wärmestrahlung durch das Fenster vermindert. Zur Minderung des Wärmeverlustes wird meist die Außenseite der inneren Scheibe beschichtet. Im Handel kommt auch die Bezeichnung Klimaschutzglas vor. Thermoglas bezeichnet häufig doppelwandige Gefäße, insbesondere Trinkgläser.
Wärmedämmgläser mit besonderen Eigenschaften werden auch als Sonnenschutzglas, Sichtschutzglas, Einbruchschutzglas oder Schallschutzglas angeboten.
Stand der Technik (2017) sind in Deutschland Dreifachverglasungen mit einem Ug-Wert von etwa 0,6 W/(m²·K) bis 0,8 W/(m²·K) und wärmetechnisch verbessertem Randverbund (Warme Kante). Nachdem Dreischeibenverglasungen mit dem teueren Xenongas unwirtschaftlich wurden, werden nunmehr im Bereich des Niedrigenergie- und Passivhausbaues auch Vierscheibengläser mit Ug-Werten um 0,4 W/(m²·K) eingesetzt.
[Grobe Faustregel: Eine Verringerung des U-Wertes um 0,1 W/(m²·K) erspart etwa 1,1 l Heizöl je m² und Heizperiode, falls die Heizgradtagzahl bei 3600 liegt (Durchschnittswert Deutschland für Bestandsgebäude) und die Ölheizung 75 % Wirkungsgrad aufweist.]
Als Sonderausführung können dünnere Innenscheiben zur Gewichtsreduzierung (eine übliche Dreifachverglasung mit 4 mm dicken Gläsern wiegt 30 kg/m²), integrierte Photovoltaik-Elemente oder eine elektrisch variierbare Licht- und Strahlungsdurchlässigkeit (Intelligentes Glas) vorgesehen werden. Mit dünnen Glasscheiben können auch bessere Wärmedämmwerte erzielt werden. Zur Verringerung der Bruchgefahr werden Dünnglasscheiben bevorzugt aus vorgespanntem Glas gefertigt. Bei einer Lichttransmission von 71 % wiegt der Elementaufbau mit einer äußeren 4 mm Floatglasscheibe, einer 2 mm Mittelscheibe und einer inneren 3 mm Floatscheibe 22,5 kg/m² und hat einen Ug-Wert von 0,6 W/(m²·K).

## Geschichte in der Bundesrepublik Deutschland
Von 1950 bis 1978 wurden in der BRD neben Mehrscheiben-Isoliergläsern noch einfachverglaste Fenster sowie Kasten- und Verbundfenster mit zwei Einzelscheiben eingebaut.
In den ersten Jahrzehnten seit Aufkommen von Mehrscheiben-Isolierglas (1950er bis 1970er Jahre) hatte die Marke Thermopane im deutschen Sprachraum eine große Verbreitung. Der Name wurde zeitweilig zum Synonym für Zweischeiben-Isolierglas.
Mit der Wärmeschutzverordnung (WSchVO) 1977 wurde die Verwendung von Einfachverglasung für Wohngebäude ab 1978 unzulässig. (Zweischeiben-)Isolierverglasung wurde typischerweise in der Zeit von 1965 bis 1994 eingebaut. Ab 1995 setzte sich beschichtetes Wärmedämmglas (Low-E) und die Befüllung mit thermisch isolierenden Gasen (Argon, Krypton oder Xenon) als Standard durch. Inzwischen wird für neue Fenster in Deutschland mehrheitlich Dreifach-Wärmedämmglas produziert und eingesetzt, auch Vierfach-Verglasungen kommen vereinzelt zum Einsatz.
Die auf der harmonisierten Produktnorm DIN EN 1279 basierende europaweite CE-Kennzeichnung von Isolierglas hat 2007 die früher in Deutschland gültige nationale Norm DIN 1286 abgelöst. Die Gütegemeinschaft Mehrscheiben-Isolierglas stellt zusätzliche, über diese Produktnorm hinausgehende Anforderungen an das Mehrscheiben-Isolierglas sowie an die Güte und Eigenschaften der Vorprodukte. Ähnliche Aktivitäten zur Qualitätssicherung gibt es in vielen europäischen Ländern, wobei auf Grund der unterschiedlichen klimatischen Anforderungen teilweise sehr unterschiedliche Standards angesetzt werden.
Die mit 3,04 × 19,21 m weltweit größten Wärmedämmglasscheiben wurden 2020 im bayrischen Langenneufnach bei Augsburg verbaut. Eine Größe von 3,6 × 20 m könnte vom Hersteller Sedak gefertigt werden.

## Wirkungsweise und Aufbau

Dreifach-Isolierverglasungen im Kunststoff- und Holzfensterprofil

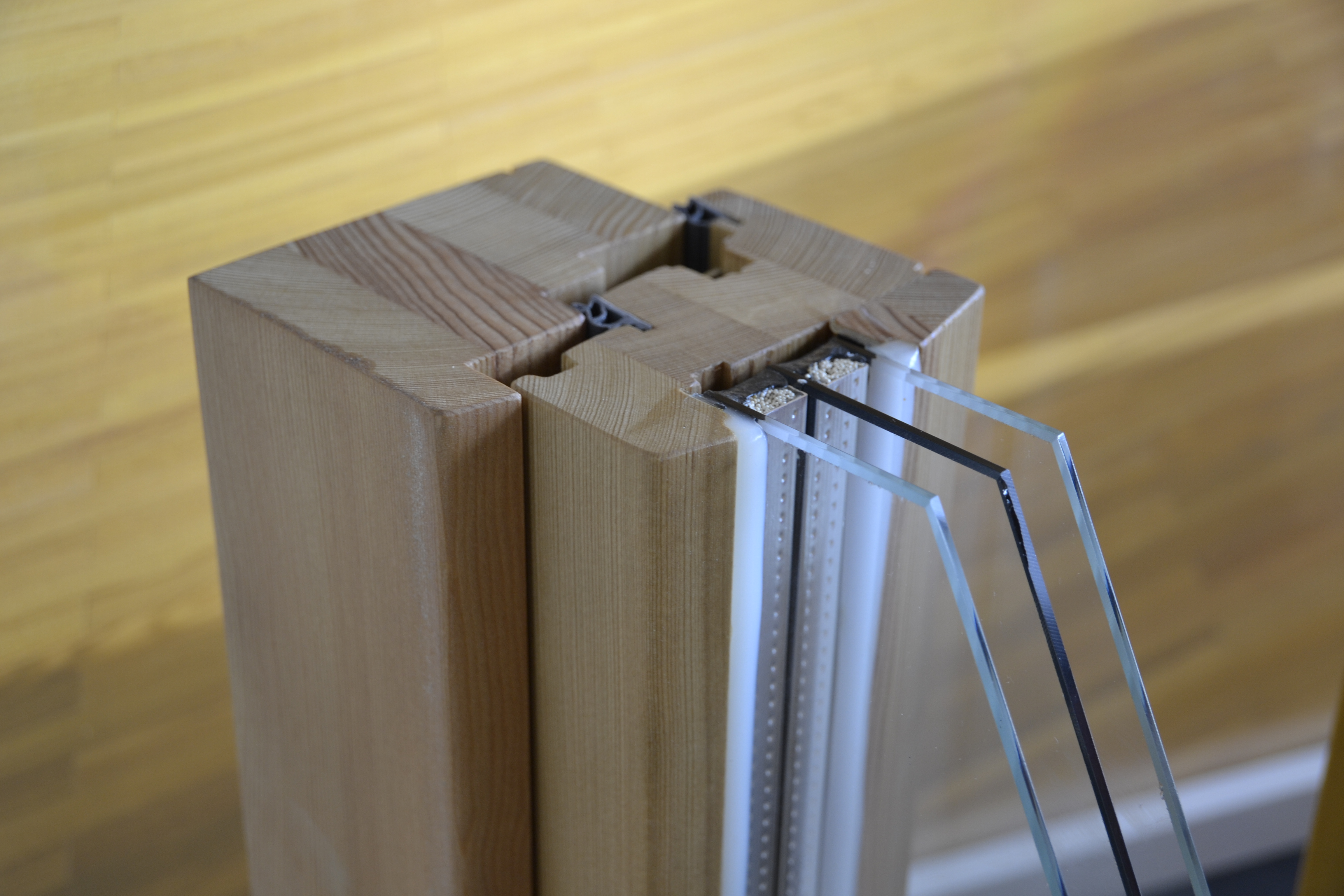
Dreifach-Isolierverglasung im Holzfensterrahmen

In gemäßigten und kalten Klimazonen werden Mehrscheiben-Isolierverglasungen eingesetzt, um die zur Gebäudeheizung eingesetzte Energie zu reduzieren. In heißen Ländern lässt sich mit fast baugleichen Verglasungen der Energieaufwand zur Gebäudekühlung durch Klimaanlagen reduzieren.
Der Randverbund zwischen den Glasscheiben hat mehrere Aufgaben:
- Er hält die einzelnen Scheiben auf Distanz.
- Er verbindet die Scheiben elastisch, aber zug- und schubfest miteinander.
- Er versiegelt den Scheibenzwischenraum hermetisch.

Neben der Dämmwirkung bewirkt Isolierglas einen Treibhauseffekt. Glasscheiben sind für die eintreffende solare Strahlung durchlässiger als für die vom Rauminneren abgegebene infrarote Wärmestrahlung. Die Durchlässigkeit für Wärmestrahlung sinkt mit der Anzahl der Glasscheiben und kann durch auf das Glas aufgedampfte Metallschichten weiter gesenkt werden. Durch eine solche Beschichtung verschlechtert sich der mögliche solare Wärmegewinn etwas, da diese den Energiedurchlassgrad (g-Wert) reduziert. In Abhängigkeit vom Wärmedämmwert (U-Wert), dem Energiedurchlassgrad und dem solaren Strahlungsangebot (Strahlungsgewinnkoeffizient) kann der Gesamt-Wärmeverlust berechnet werden. In der Regel ist bei einer günstigen Sonnenlage ein höherer g-Wert bei etwas schlechterem (höheren) U-Wert vorzuziehen. Bei geringem Angebot an Wintersonne ist die Bedeutung des U-Wertes weit höher als die des g-Wertes.
Die Wärmeverluste einer Isolierglasscheibe werden hauptsächlich durch folgende Faktoren bestimmt:
- Anzahl und Dicke der Scheibenzwischenräume sowie Art des Füllgases.
- Anzahl der Glasscheiben und die Beschichtung der Glasscheiben zur Verminderung der Verluste durch Wärmestrahlung (die Dicke der Glasscheiben hat so gut wie keinen Einfluss).
- Wärmeleitfähigkeit des Randverbundes und der Glashalteleisten (Einbausituation am Scheibenrand; siehe unten).
- Neigungswinkel der Isolierglasscheibe.[8]
- Solares Strahlungsangebot (Süd- oder Nordausrichtung, Grad der Beschattung, Sonnenscheindauer in der Heizperiode).

### Scheibenzwischenraum und Gasfüllung
Der Scheibenzwischenraum (SZR) wurde anfangs mit Luft (Wärmeleitfähigkeit λ = 26 mW/(m·K)) gefüllt. Enthaltene Luftfeuchtigkeit wurde durch Trockenmittel im Randverbund gebunden. Seit einigen Jahrzehnten werden jedoch Edelgase verwendet. Überwiegend wird Argon als Füllgas eingesetzt (λ = 18 mW/(m·K)), seit einigen Jahren auch das teurere Krypton (λ = 9,5 mW/(m·K)), mit dem sich auch schmale Scheibenzwischenräume mit guter Dämmwirkung herstellen lassen. Selten wird das noch teurere Xenon (λ = 5,5 mW/(m·K)) verwendet.
Um die Dämmwirkung einer Isolierglasscheibe zu maximieren, wird bei Luftfüllung der Scheibenzwischenraum bis auf knapp über 20 mm vergrößert. Bei größerem Scheibenabstand beginnt das Füllgas zu zirkulieren, so dass die Wärme nicht nur durch Wärmeleitung (Konduktion), sondern zusätzlich auch durch die Luftbewegung (Konvektion) übertragen wird. Der optimale Scheibenabstand liegt bei Argon bei 14 bis 16 mm und bei Krypton bei 10 mm. Um die Dämmwirkung noch weiter zu steigern, kann die Wärmedämmverglasung um weitere Glasscheiben zur 3- und 4-fach Verglasung ergänzt werden.
Ein schmaler Scheibenzwischenraum enthält ein geringeres Gasvolumen, wodurch sich die durch Temperaturwechsel auftretenden Spannungen im Randverbund reduzieren. Dies spielt bei 3- und 4-fach Scheibenaufbauten eine zunehmend wichtigere Rolle. In der Altbausanierung und im Denkmalschutz werden flache Isolierglasscheiben benötigt, um Sprossenfenster mit schmalen Profilen fertigen zu können.
Bei Schallschutz-Isolierverglasungen wurde ehemals Schwefelhexafluorid (SF6, λ = 13,5 mW/(m·K)) als Füllgas eingesetzt. Zur kombinierten Schall- und Wärmedämmung wurde ein Mischgas aus Argon und SF6 verwendet. SF6 wird inzwischen wegen des hohen Treibhauspotentials in Zentraleuropa nicht mehr verwendet. Der Schallschutz wird stattdessen durch stärkere Glasscheiben oder Verbundglasscheiben verbessert.
Der Gasdruck im Scheibenzwischenraum entspricht im Regelfall dem Luftdruck am Produktionsort der Isolierglasscheibe, kann jedoch durch verschiedene Methoden und Hilfsmittel (Kapillarröhrchen, Miniventile) dem Luftdruck und den Temperaturen am späteren Einbauort angepasst werden, um mechanische Spannungen durch Ein- und Ausbauchungen der Glaseinheit zu reduzieren.
Der Höhenunterschied zwischen Produktions- und Einbauort darf (in Abhängigkeit von der Scheibengröße) bei hermetisch versiegelten Systemen ohne Ausgleich bestimmte Werte nicht überschreiten, da es sonst entweder zum Zeitpunkt der Produktion oder aber am späteren Einbauort zu einer erhöhten Belastung des Randverbundes und der Glasscheiben kommt. Bei Höhendifferenzen von mehr als 1000 Metern sind insbesondere bei Argonfüllungen spezielle Vorkehrungen zu treffen.
Allgemein gilt: Je größer der Scheibenzwischenraum, je kleiner die Scheibenformate und je steifer (dicker) die einzelnen Glasscheiben sind, desto größer ist das Risiko, dass sich die Lebensdauer des Randverbunds durch Druck- und Temperaturwechsel vermindert oder es zu Glasbruch kommt. Man spricht hier von der Klimalast, die in speziellen Nachweisverfahren ermittelt werden kann. Dies betrifft insbesondere Drei- und Vierfachverglasung, da für die Klimalast die Summe der Scheibenzwischenräume (SZR) maßgebend ist. Für eine übliche Dreifachverglasung mit Argon (SZR = 2 × 12 mm) werden in der Literatur Kantenlängen unter 600 mm als problematisch erachtet. Bei einem SZR von 2 × 18 mm werden Kantenlängen von mindestens 900 mm empfohlen. Wenn bei kleineren Glaseinheiten trotz höherer Klimalast keine bedeutenden Abstriche am Wärmedämmwert gemacht werden sollen, müssen die Scheibeneinheiten mit Kryptonfüllung (SZR = 2 × 8 mm) oder mit einer teuren Xenonfüllung (SZR = 2 × 6 mm) eingesetzt werden.

### Randverbund

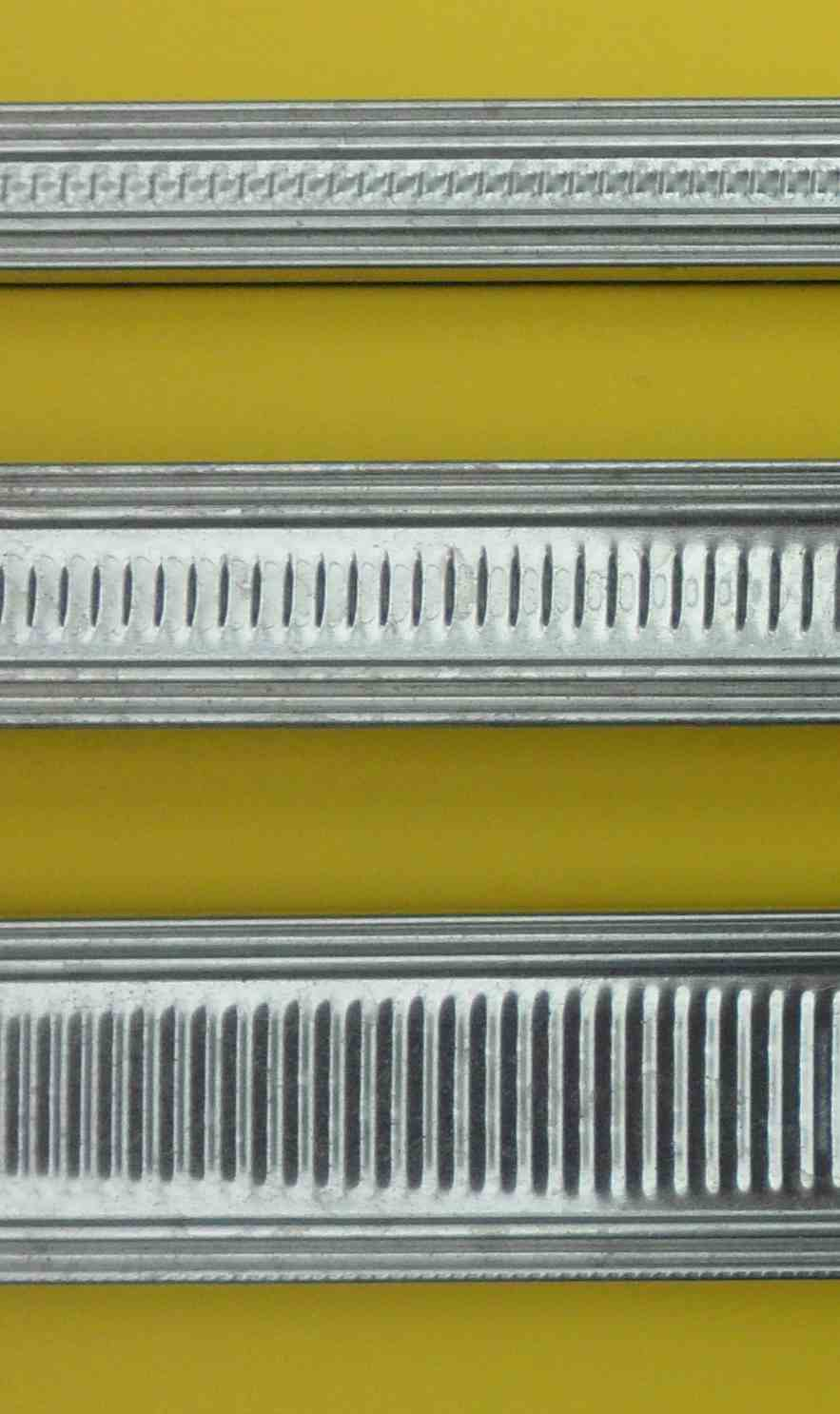
Abstandhalter aus Aluminium mit 10, 14 und 20 mm Breite

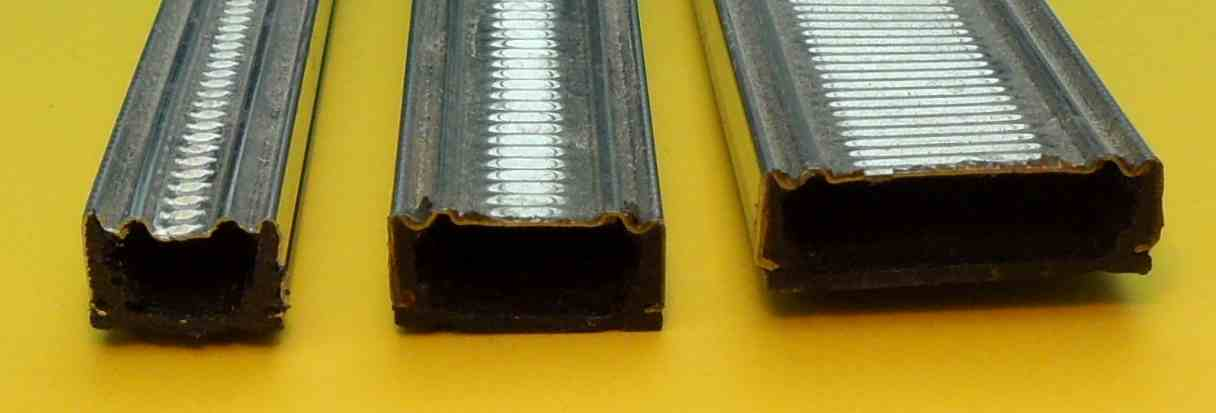
Dieselben Abstandhalter mit Blick auf den Querschnitt

Der Randverbund hat die Aufgabe, die Glasscheiben in einem bestimmten Abstand mechanisch zusammenzuhalten und zu verhindern, dass die Gasfüllung entweicht und Umgebungsluft und Feuchtigkeit eindringen.
Zu Beginn der technischen Entwicklung des Zweifach-Isolierglases lötete man wie bei Bleiglasfenstern einen metallischen Abstandhalter zwischen den beiden Scheiben ein. Alternativ wurde der Glasrand wie bei Vakuum-Isolierglas erhitzt und gleichzeitig zu gekröpft, um den Rand der beiden Glasscheiben gasdicht miteinander zu verschmelzen. Bekannt waren diese geschweißten Gläser unter den Markennamen Gado und Sedo.
Seit Jahrzehnten ist ein 1959 von Alfred Arnold entwickelter zweistufig geklebter Randverbund üblich. Ein 6 bis 20 mm breites Profil aus Aluminium, Edelstahl oder Kunststoff dient als Abstandhalter. Für eine rechteckige Scheibe werden entweder vier einzelne Profilleisten über vorgefertigte Ecken miteinander verbunden oder ein durchgehendes Profil wird an den Ecken im rechten Winkel abgeknickt und an der Stoßstelle verschweißt oder verklebt. Der so entstehende Leisten-Rahmen wird zwischen die beiden Glasscheiben gelegt und mit diesen durch eine Schicht Polyisobutylen oder Butylkautschuk verklebt.
Die heute vermehrt eingesetzten Abstandhalter aus Kunststoff erleichtern die vollautomatische Fertigung.
Das Material des Randprofils und das Polyisobutylen müssen den Randverbund gegenüber Füllgas, Umgebungsluft und Wasserdampf abdichten. Der Rahmen aus Abstandhalter-Profilen wird etwas kleiner gefertigt als die Glasscheiben, so dass nach dem Einkleben des Glashalters eine U-förmige Fuge zwischen den Glasrändern verbleibt. Nach der Befüllung des Scheibenzwischenraums mit Gas wird diese Fuge zwischen dem um etwa 3 mm eingerückten Abstandhalter und den überstehenden Glaskanten mit pastösem Polyurethan, Silikon oder speziellen Polysulfiden gefüllt.
Um die Dichtstoffe vor dem Einfluss von UV-Strahlung zu schützen, verlangen Isolierglashersteller üblicherweise eine seitliche Überdeckung des Randverbunds durch Falz („Glaseinstand“) oder Glasleiste auf einer Breite von rund 14 mm (Stand 2014). Bei Fassadenelementen, die an dieser Stelle dem UV-Licht ausgesetzt sind, wird meist schwarzes Silikon statt Butyl, Polyurethan oder Polysulfid verwendet, das allerdings deutlich gasdurchlässiger ist.
Problematisch sind Unverträglichkeiten zwischen den Dichtstoffen, die zur Eindichtung der Isolierglasscheibe im Fensterrahmen oder als Dichtung der Stöße zwischen rahmenlos montierten Scheiben verwendet werden und dem Randverbund. Hier kann etwa eine Weichmacherwanderung oder ein Kontakt mit schädlichen Stoffen wie Ölen stattfinden. Auch können Wechselwirkungen zwischen dem Kunststoff der Verglasungs-Klötze und dem Randverbund auftreten, insbesondere, wenn die Klötze Styrolverbindungen enthalten. Es ist darauf zu achten, dass flüssig eingebrachte Fugendichtungen wie Silikon nicht so tief eingebracht werden, dass sie in den hinteren Bereich nicht mehr abbinden. Um dies zu vermeiden, sollte die Fuge zunächst mit Vorlegeband gefüllt werden.
Dem Randverbund kommt eine entscheidende Rolle für die Funktion der Isolierglasscheibe zu. Eine minimale Diffusion von Gasen und Wasserdampf durch einen geklebten Randverbund ist allerdings nicht vermeidbar. Der Wärmedämmwert verschlechtert sich aufgrund des langsam entweichenden Füllgases geringfügig, aber kontinuierlich: die bindende Vorgabe für Dichtstoffe liegt bei 90 % Gasfüllung bei maximal einem Prozent Gasverlust pro Jahr. Bei ordnungsgemäß gefertigten und versiegelten Systemen sind jedoch deutlich geringere Gasverluste festzustellen, so dass bei Isolierglas von einer Lebensdauer von 20 bis 30 Jahren ausgegangen werden kann. Damit die eindringende oder bei der Produktion bereits eingeschlossene Feuchtigkeit nicht sofort als Kondensat im Scheibenzwischenraum anfällt, wird im Abstandhalter ein Trocknungsmittel aus der Materialfamilie der Silicagele oder Molekularsiebe (Zeolithe) eingebracht. Erst wenn das Trocknungsmittel aufgebraucht ist, kann die Innenseite der Scheibe beschlagen. Eine Scheibe mit dauerhafter Eintrübung wird auch als „blinde Scheibe“ bezeichnet.

#### Einfluss des Randverbunds auf den Wärmedurchgangswiderstand
Der Randverbund verschlechtert die zu erzielende Wärmedämmung einer gasgefüllten Isolierglasscheibe deutlich. Der Wärmedurchgangskoeffizient wird bei Isolierglas als Ug-Wert (g = glazing) angegeben und berücksichtigt dabei im Gegensatz zum Uw-Wert des ganzen Fensters (w=window) die Auswirkungen des Randverbunds zunächst nicht. Eine Zweifach-Isolierglasscheibe von 1 m × 1 m mit einem herkömmlichen Abstandhalter aus Aluminium (Psi-Wert: 0,068 W/(m·K) und einem Ug-Wert von 1,2 W/(m²·K) hat bei Einbeziehung der Auswirkung des Randverbundes einen U-Wert von: (1 m² × 1,2 W/(m²·K) + 4 m × 0,068 W/(m·K)) / 1 m² = 1,5 W/(m²·K)
Die Beeinträchtigung der Wärmedämmung am Scheibenrand führt bei niedrigen Außentemperaturen und hoher Luftfeuchtigkeit der Wohnräume auch zum Kondensieren von Wasser am rauminneren Scheibenrand und zu Schimmelbildung am Dichtstoff. Durch den Einsatz eines thermisch verbesserten Randverbunds – die sogenannte „Warme Kante“ mit Psi-Werten von 0,03 W/(m·K) bis 0,05 W/(m·K) – fällt Kondensat je nach Psi-Wert und Raumfeuchte erst bei tieferen Außentemperaturen oder gar nicht mehr an.

### Wellenlängenselektive Beschichtung („Low-E“)
Körper strahlen Wärmeenergie ab. Dies wird als Emissivität bezeichnet. Metalle weisen eine erheblich geringere Emissivität als Glas im relevanten Wellenlängenbereich (Mittleres Infrarot ca. 2,5…10 µm) auf (Prinzip Thermoskanne). Die Low-E-Beschichtung (vom englischen Wort Low Emissivity) ist eine auf Glas aufgebrachte dünne Metall- oder Metalloxidschicht, um die Emissivität zu senken. Das so beschichtete Glas nennt man auch Low-E-Glas oder LE-Glas. Die Beschichtung eines Low-E-Glases muss möglichst transparent für die eintreffende solare Strahlung sein, wodurch sich ein hoher Gesamtenergiedurchlassgrad und keine Verschiebungen des sichtbaren Lichtspektrums wie bei manchen Sonnenbrillen ergibt. Geeignet hierfür sind Schichten aus Silber, Kupfer oder Gold sowie Zinnoxid. Die häufig eingesetzte Silberbeschichtung ist bei der low-E-Beschichtung in Oxidschichten eingebettet, wodurch sich Transmission und Haltbarkeit erhöhen. Gesamtschichtdicken von 70…180 nm sind gebräuchlich. (Anmerkung, die Silberschicht ist ca. 10 nm dick und reflektiert ca. 50 %. Sie muss durch die dielektrischen Schichten entspiegelt werden. Man kann eine geringere Transmission als Sonnenschutzglas verkaufen. Eine einzelne 180 nm dicke Silberschicht ist weitestgehend intransparent)
Das Prinzip der meist durch Sputtern oder pyrolytische Beschichtung (bei höheren Anforderungen an die mechanische Beständigkeit) aufgebrachten Low-E-Beschichtung ist nicht an die Isolierglasscheibe gebunden. Auch bei einer Einfachverglasung wird dadurch der Ug-Wert reduziert. Bei Isolierglas wird die Low-E-Beschichtung in der Regel auf der raumseitigen Scheibe zum Scheibenzwischenraum hin aufgebracht. Über die Art der Beschichtung werden unter anderem auch der Gesamtenergiedurchlassgrad, der Lichttransmissionsgrad LT (prozentualer Anteil des durchgehenden Strahlungsbereichs von 380–780 nm), der Lichtreflexionsgrad (prozentualer Anteil des außenseitig reflektierten Strahlungsbereichs von 380–780 nm), der UV-Transmissionsgrad (prozentualer Anteil des durchgehenden Strahlungsbereichs von 280–380 nm) und der Farbwiedergabeindex Ra beeinflusst. Man kann so Funktionsgläser wie zum Beispiel Sonnenschutzglas oder verspiegeltes Glas herstellen.
Die Metallbeschichtung dämpft als Nebeneffekt auch Funkwellen. Im Frequenzbereich moderner Mobilfunktelefone wird eine Dämpfung von bis zu 30 dB erreicht; das entspricht einer Abschirmung von bis zu 99,9 %. Inzwischen sind die meisten Züge mit metallbedampften Scheiben ausgestattet. Falls sie nicht schon mit sog. Intrain-Repeatern ausgestattet sind, die die Funksignale zwischen außen und innen angebrachten Antennen vermitteln, ist ein Internetzugang nur in unmittelbarer Nähe zu den Basisstationen möglich. Das Telefonieren unterliegt aufgrund der geringeren Bandbreite und der zum Teil niedrigeren Frequenzen weniger Einschränkungen.

## Varianten

Die Ug-Werte von 2-fach-Isolierglas liegen im Jahr 2020 bei etwa 1 – 1,1 W/(m²·K) und von 3-fach-Isolierglas bei 0,5 – 0,6 W/(m²·K)

Neben herkömmlichem Isolierglas gibt es auch spezielle Versionen, etwa Schallschutz-, Sonnenschutz- oder Sicherheits-Isolierglas (für einbruchshemmende Fenster). Der technische Unterschied zwischen diesen und den herkömmlichen Isoliergläsern besteht vor allem im jeweiligen Aufbau: Durch speziell beschichtete Gläser und unterschiedliche Gasfüllungen lassen sich wesentliche Vorteile erzielen.

### Schallschutz
Schall kann wirkungsvoll durch Verwenden verschieden dicker Glasscheiben gedämmt werden. Wegen der verschiedenen Dicken haben die Scheiben voneinander abweichende Eigenresonanzen, in deren jeweiligem Bereich die Schalldämmung stark (pro Scheibe bis zu etwa 10 dB oder mehr) herabgesetzt ist. Diese Resonanzfrequenz (in Hz) errechnet man, indem man 12.000 durch die Glasdicke (in mm) teilt. Wenn verschieden dicke Scheiben in verschiedenen Frequenzbereichen, statt im gleichen, resonieren, wird verhindert, dass sich die „Einbrüche“ in der Schalldämmkurve addieren. Bei Störschall mit viel tieffrequentem Schallanteil (z. B. Straßenschwerverkehr) spielt die verminderte Schalldämmung im Bereich der Eigenresonanzen der Glasscheiben eine untergeordnete Rolle, da diese bei Glasdicken bis 12 mm im vierstelligen Hertzbereich liegen. Die Frequenzen liegen damit deutlich oberhalb der des intensivsten Störschalls.
Hierfür wurden spezielle technische Richtlinien entwickelt, die zum Beispiel als Grundlage für städtische Schallschutzfensterprogramme an stark befahrenen Straßen verwendet werden. Ein Schallschutzfensterprogramm gab es zum Beispiel in Köln 1990–2007 („Hinzu kommt, dass unter anderem aufgrund der in der Zwischenzeit gegebenen Wärmeschutzanforderungen Fenster häufig erneuert wurden und somit auch ein erhöhter Lärmschutz bewirkt werden konnte.“) aber auch in München und in Bremen. Im Allgemeinen wird die Schallschutzklasse IV (Schalldämmwert 40–44 dB entsprechend der VDI-Richtlinie 2719) empfohlen.

### Dünne Isolierverglasung
Insbesondere bei der Erneuerung der Fenster in historischen und denkmalgeschützten Gebäuden sollten Ansichtsbreite von Fensterflügeln, Blendrahmen und Sprossen den ursprünglichen Fenstern in etwa entsprechen. Früher wurden die Stärken der Profile zudem der Größe der Fensterflügel und der Belastung angepasst, die sich aus der Öffnungsart und den verwendeten Beschlägen ergibt. Heutige Holzfenster werden durchgehend mit einem Standardprofil gefertigt, welches die doppelte Breite von filigranen historischen Profilen erreichen kann. Bei besonders kleinen Fenstern führt die Verwendung von Standardprofilen oftmals dazu, dass kaum noch Fläche für die Verglasung übrig bleibt.
Spezialisierte Betriebe bieten schmalere Fensterprofile speziell zum Einsatz in historischen Fassaden an. Aufgrund der heute üblichen Scheibenpakete von 24 bis 40 mm Dicke müssen die Fensterprofile jedoch so tief ausgeführt werden, dass bei schräger Ansicht des Fensters auch wieder der Eindruck sehr breiter Flügelprofile entsteht.
Abhilfe schaffen besonders dünne Isolierverglasungen. Das geringste Maß von rund 6 mm Dicke erreichen Doppelscheiben mit evakuiertem Hohlraum. Doppelverglaste Isoliergläser sind in Sonderausführungen ab 8 mm Gesamtdicke erhältlich (2-4-2, Glas-Zwischenraum-Glas in mm), wobei meist eine Dicke von 12 mm (3-6-3, Ug-Wert 1,4 W/(m²·K)) verwendet wird.
Oft ist es möglich, diese schmalen Gläser auch in bestehende historische Fensterflügel einzusetzen, indem der Glasfalz (Kittfalz) breiter ausgefräst wird.
Bei der Neuanfertigung von Fenstern, die sich optisch dem historischen Vorbild annähern sollen, werden besonders schmale (Standard-)Profile mit der Bautiefe IV 58 angeboten, welche sich mit Dreifachverglasung ausrüsten lassen. Verwendet werden beispielsweise 28 mm (3-10-2-10-3), 30 mm (3-10-4-10-3, Ug-Wert 0,8 W/(m²·K)) oder 31 mm (4-10-3-10-4) dicke Wärmedämmgläser.
Um historischen Vorbildern mit mehreren Einzelscheiben nahe zu kommen, kann man des Weiteren einen Rahmen mit nur einer Scheibe und von außen und innen anklickbaren Verstrebungen verwenden, um so den visuellen Eindruck eines klassischen Fensterkreuzes nachzuahmen. Eine große Fensterscheibe ist preiswerter als mehrere kleine, hat weniger wärmeleitenden Rahmen und die Verstrebungen können zum Fensterputzen abgenommen werden.

### Vakuum-Isolierglas
Vakuum-Isolierglas (VIG) wurde 1989 erstmals in der Universität von Sydney hergestellt. 1996 begann Nippon Sheet Glass unter dem Markennamen Spacia mit der kommerziellen Produktion. 2013 wurde ein Ug-Wert von 0,7 W/(m²·K) erreicht. Im nur etwa 0,2 mm breiten Scheibenzwischenraum (SZR) werden zur Stabilisierung gegen den Außendruck viele kleine, mehr oder weniger gut sichtbare Abstandshalter rasterartig aufgebracht. Die Abdichtung am Scheibenrand erfolgte durch einen eingelöteten Metallstreifen. Die dadurch stark verschlechterte Wärmedämmung am Scheibenrand (hoher Psi-Wert) stellt eine Wärmebrücke dar und begünstigt den Anfall von Tauwasser an den Rändern.
Auch aufgrund des hohen Preises wurden diese Scheiben nur für besondere Anwendungen eingesetzt, etwa in denkmalgeschützten Fenstern, deren Falztiefe meist nicht zum Einbau von gewöhnlichem Isolierglas ausreicht. Bei der ersten Generation waren noch Vakuum-Evakuierungsventile in der Glasfläche erforderlich, um den Unterdruck zu erzeugen. Durch neue Produktionsmöglichkeiten sind diese mittlerweile entbehrlich. Auch sind die Abstandshalter im Scheibenzwischenraum auf ca. 0,5 Millimeter Durchmesser geschrumpft und behindern die Durchsicht kaum mehr. Weitere Vorteile sind guter Schallschutz, geringes Gewicht und geringe Materialstärke. Die Produktion findet neben China, Südkorea und Taiwan inzwischen auch in Europa statt.

## Einbau von Wärmedämmgläsern (Verglasung)
Siehe auch Hauptartikel: Fensterbau Verglasung
In der Regel wird Isolierglas in einen Rahmen so eingebaut, dass die Scheibe den tragenden Rahmen an keiner Stelle direkt berührt und durch Verglasungsklötze ein Mindestabstand („Glasluft“) von 5 mm zwischen der Isolierglasscheibe und dem Rahmen (Glasfalzgrund) eingehalten wird. Der Glasfalzgrund ist zur Außenluft zu belüften, um einen Dampfdruckausgleich zu ermöglichen. Eindringendes Sickerwasser muss ablaufen können. In Deutschland gelten für den Einbau von Isolierglasscheiben die DIN 18545 und DIN 18361. Eine Verpflichtung zur Einhaltung dieser Normen besteht allerdings nicht.
Structural Glazing Glasfassaden können aus einer fast durchgehenden Fläche von Isolierglasscheiben bestehen. Unterbrochen lediglich von den Scheibenstößen, die mit einer Dichtungsmasse verklebt sind.
Wesentliche Verglasungssysteme beim Isolierglas:
Trockenverglasung
Die Fuge zwischen Isolierglasscheibe und Rahmen wird mit Profilen aus elastischem Kunststoff abgedichtet. Dabei können die Rahmenecken der Dichtprofile verschweißt oder nur gestoßen sein.
Direktverglasung
Die Isolierglasscheibe wird kraftschlüssig in einen Rahmen eingeklebt, um eine mittragende Wirkung zu erzielen. Dadurch können die umgebenden Rahmenprofile schwächer (weniger tragfähig) ausgeführt werden.
Direktverglasung wird auch als geklebte Scheibe bezeichnet und ist insbesondere beim Kunststofffenster anzutreffen. Sie ist nicht zu verwechseln mit Structural glazing.
Nassverglasung
Die Abdichtung der Fuge zwischen Isolierglasscheibe und Rahmen erfolgt durch Dichtungsmassen, die nach der Einbringung dauerelastisch aushärten, beispielsweise Silikon.
Einfachverglasungen werden immer noch überwiegend mit dem traditionellen Fensterkitt aus Leinöl eingesetzt. Die meisten Isolierglasscheiben dürfen nicht mit Fensterkitt eingedichtet werden, da das Öl den Dichtmaterialien des Randverbunds schaden kann.
Nassverglasung ohne Vorlegeband
Vor dem Auftragen des Dichtstoffs wäre nach der DIN 18545 bei der Nassverglasung ein mindestens drei Millimeter dickes Vorlegeband  zwischen der Glasfläche und dem Rahmenmaterial anzubringen. Bei der vorlegebandlosen Verglasung wird darauf verzichtet. Obwohl dies gängige Praxis ist, raten einige Isolierglashersteller davon ab.

## Schäden
Trotz millionenfacher Verwendung kommt es unter besonderen Bedingungen zu Schäden an Isolierverglasungen, die in der Regel vom Versagen des Randverbundes herrühren.
Nach einem langen Zeitraum kann der Randverbund undicht werden. In den Scheibenzwischenraum diffundierender Wasserdampf lässt die Isolierverglasung 'blind' werden, wenn die auf das Glas aufgedampften Metallschichten korrodieren oder sich Kondensat bildet.
Bei sehr großen Fenstern muss besonderes Augenmerk auf die gleichmäßige Verklotzung beider Glaskanten und Steifigkeit der Unterstützung gelegt werden, um Spannungen im Glas zu vermeiden, die zu Undichtigkeit und Glasbruch führen können.
Nachteilig ist die Entstehung eines Über- oder Unterdrucks im Scheibenzwischenraum, der zur Wölbung der Scheiben führt.
Ab einem relativ zum Ort der Herstellung um 200 m niedriger oder 600 m höher liegenden Einbauort werden Maßnahmen zum Druckausgleich erforderlich. Es ist möglich, bereits bei der Produktion einen dem Einbauort angepassten Über- oder Unterdruck in den Scheibenzwischenraum einzubringen. Alternativ können die Scheiben am Einbauort einmalig entlüftet oder mit permanenten Belüftungsvorrichtungen (Kapillarröhrchen oder Ventilen) ausgestattet werden, die möglichst nicht zu einer Verdünnung des Füllgases führen.
Auch durch Sonneneinstrahlung erhöht sich der Druck im Scheibenzwischenraum. Bei großen Scheiben findet durch die Wölbung der Glasscheiben in der Regel eine ausreichende Druckentlastung statt. Bei kleineren Scheiben sowie bei dickem Glas entsteht im Zwischenraum ein höherer Druck, da sich diese weniger flexibel verformen. Auch mit der Breite des Scheibenzwischenraums vergrößert sich der Überdruck, da ein umso größeres Luftvolumen von Erwärmung und Ausdehnung betroffen ist. Mit dem Druck erhöhen sich die auf das Glas wirkenden Spannungen und somit auch das Risiko von Schäden an Glas und Randverbund (die mittlere(n) Scheibe(n) können bei der Betrachtung weitgehend ignoriert werden, die äußeren Scheiben verformen sich wie eine zweifach verglaste Scheibe mit entsprechend vergrößertem Scheiben-Zwischenraum). Ebenso vergrößert sich die Verformung der dünneren Scheibe, wenn die gegenüberliegende Scheibe deutlich dicker und steifer ist.
Scheiben mit Drei- oder Vierfach-Verglasung sind besonders von Druckänderungen betroffen, da sie gewöhnlich ein größeres Luftvolumen einschließen.
Um Schäden durch Erwärmung auszuschließen, wird bei Dreifachverglasung mit 4 mm dicken Scheiben und einem Scheibenzwischenraum von 2 × 12 mm (4/12/4/12/4) eine Kantenlänge von wenigstens 60 cm empfohlen. Bei einer schalldämmenden Verglasung mit asymmetrischem Aufbau von 8/18/4/18/4 erhöht sich die minimale Kantenlänge auf 1 m, während sie bei einem früher üblichen 4/16/4 Aufbau nur 45 cm betrug. Kleinere Scheiben bedürfen eines verstärkten Randverbundes in Kombination mit thermisch vorgespannten Glasscheiben.